# 김주환 (2001년)
김주환(金周煥, 2001년 2월 17일 ~ )은 대한민국의 축구 선수로, 포지션은 오른쪽 풀백이다. 현재 K리그2 서울 이랜드 소속이다.